# Thomas Holtz
Thomas R. Holtz, Jr. (* 1965 Los Angeles) je americký paleontolog, specializující se na vyhynulé obratlovce, především pak na fylogenezi, morfologii, ekomorfologii a lokomoci teropodních dinosaurů (zvláště tyranosauridů).
V současnosti působí na geologickém oddělení Univerzity v Marylandu a patří mezi popularizátory paleontologie v USA. Publikoval řadu citovaných studií i populárně naučných knih pro veřejnost, jakou byla encyklopedie Dinosaurs: The Most Complete, Up-to-Date Encyclopedia for Dinosaur Lovers of All Ages z roku 2007, kterou ilustroval umělec Luis Rey. Holtz se stal vědeckým poradcem dokumentární série BBC Putování s dinosaury.

## Vybrané odborné práce
- Holtz, Thomas R. Jr. (1994). "The phylogenetic position of the Tyrannosauridae: implications for theropod systematics". Journal of Paleontology. 68: 1100–1117.
- Holtz, Thomas R. Jr. (1995). "The arctometatarsalian pes, an unusual structure of the metatarsus of Cretaceous Theropoda (Dinosauria: Saurischia)". Journal of Paleontology. 14: 480–519. doi:10.1080/02724634.1995.10011574.
- Holtz, Thomas R. Jr. (1996). "Phylogenetic taxonomy of the Coelurosauria (Dinosauria: Theropoda)". Journal of Paleontology. 70: 536–538.
- Holtz, Thomas R. Jr. (1998). "A new phylogeny of the carnivorous dinosaurs". Gaia. 15: 5–61.
- Farlow, James O.; et al. (2000). "Theropod locomotion". American Zoologist. 40: 640–663. doi:10.1093/icb/40.4.640.
- Holtz, T. R., Jr. (2018). Evolution: New branches on the alvarezsaur tree. Current Biology 28: R941-R943.